# Universitätsgesellschaft Erfurt
Die Universitätsgesellschaft Erfurt ist die Fördergesellschaft der Universität Erfurt. Sie ging aus einer 1987 gegründeten Bürgerinitiative hervor, die wesentlich zur Wiedergründung der Universität Erfurt 1994 beigetragen hat. Die Gesellschaft unterstützt Forschung und Lehre, hilft Förderer zu gewinnen und bemüht sich, die Universität im Bewusstsein der Bürger der Stadt Erfurt und des Landes Thüringen zu verankern. Dies geschieht unter anderem durch Pflege des Erbes der Alten Universität, die von 1379 bis 1816 bestanden hatte. Gemeinsam mit der Evangelischen Kirche organisiert man die COLLEGIUM MAIUS ABENDE im ehemaligen Hauptgebäude der Alten Universität, dessen Wiedererrichtung die Gesellschaft ebenfalls seit 1987 entscheidend mit vorangetrieben hatte.